# Brecht Rodenburg
Engelbrecht "Brecht" Rodenburg (Nieuwerkerk aan den IJssel, 24 de dezembro de 1967) é um ex-jogador de voleibol neerlandês que representou o seu país nos Jogos Olímpicos de 1996, em Atlanta.
Rodenburg fez parte da Seleção Neerlandesa que conquistou a medalha de ouro ao derrotar a Itália na final por 3 sets a 2.